# Севастопольский район (Крым)

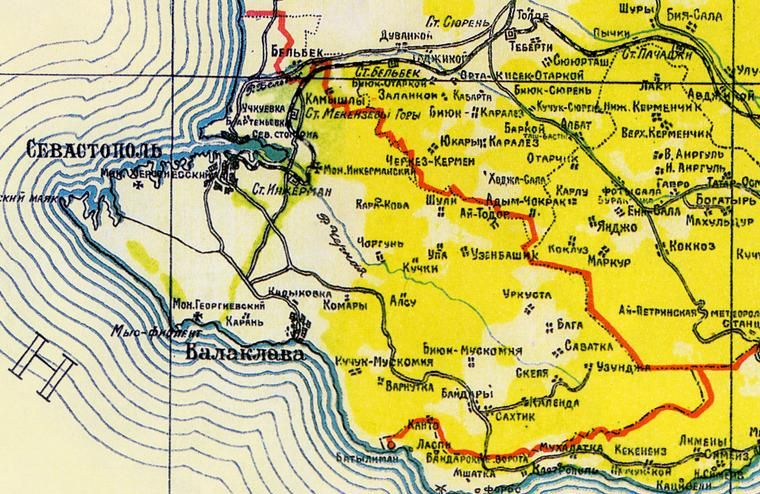
Севастопольский район, 1922 год.

Севастопольский райо́н (укр. Севастопольський район, крымскотат. Aqyar rayonı) — упразднённая административно-территориальная единица Крымской АССР, с центром в Севастополе (Севастополь в состав района не входил), существовавшая в 1923—1929 годах. Располагался район на юго-западе Крыма, примерно, в пределах современной территории города Севастополя как административной единицы, без части сёл долины Бельбека.
По доступным историческим документам, Севастопольский район был образован в октябре 1923 года, в границах созданного 8 января 1921 года Севастопольского уезда, в состав которого входили Байдарский, Любимовский, Чоргунский районы и Балаклавский местечковый совет. Все они были включены во вновь созданный район. Согласно Списку населённых пунктов Крымской АССР по Всесоюзной переписи 17 декабря 1926 года, в район входил 191 населённый пункт, из них 33 села:

| - Ай-Тодор - Алсу - Бага - Байдары - Бартеньевка - Бельбек - Биюк-Мускомья - Варнутка - Золотая Балка - Инкерман - Кадыковка | - Календо - Камары - Камышлы - Кара-Коба - Карань - Куру-Узен - Кучки - Кучук-Мускомья - Любимовка - Мекензиевы горы - Новая Земпя | - Саватка - Сахтик - Скеля - Узенбаш - Узунджа - Уппа - Уркуста - Учкуевка - Хайто - Шули - Шули Новые. |

Население составило 18333 человека
Постановления Крымского ЦИКа от 15 сентября 1930 года Севастопольский район был упразднён, был выделен в отдельную единицу город Севастополь, с некоторыми прилегающими населёнными пунктами, остальная территория отнесена, в основном, к Балаклавскому району, при этом в справочнике «Административно-территориальное деление Союза ССР [с изменениями с 15 нояб. 1930 г. по 1 окт. 1931 г.] : Районы и города СССР» 1931 года район числится Севастопольский район с примечанием, что перименование района и перенесение центра на эту дату постановлением ВЦИК на утверждалось (население Балаклавского района дано уже без учёта Севастополя).